# Paraguayská fotbalová reprezentace
Paraguayská fotbalová reprezentace reprezentuje Paraguay na mezinárodních fotbalových akcích, jako je mistrovství světa nebo Copa América.

## Mistrovství světa
Seznam zápasů paraguayské fotbalové reprezentace na MS
| Rok    | Účast                                           | Soupisky |
| ------ | ----------------------------------------------- | -------- |
| 1930   | Základní skupina                                | Soupiska |
| 1934   | Bez účasti                                      |          |
| 1938   | Bez účasti                                      |          |
| 1950   | Základní skupina                                | Soupiska |
| 1954   | Nepostoupili z kvalifikace                      |          |
| 1958   | Základní skupina                                | Soupiska |
| 1962   | Nepostoupili z kvalifikace                      |          |
| 1966   | Nepostoupili z kvalifikace                      |          |
| 1970   | Nepostoupili z kvalifikace                      |          |
| 1974   | Nepostoupili z kvalifikace                      |          |
| 1978   | Nepostoupili z kvalifikace                      |          |
| 1982   | Nepostoupili z kvalifikace                      |          |
| 1986   | Vyřazeni v osmifinále Anglií                    | Soupiska |
| 1990   | Nepostoupili z kvalifikace                      |          |
| 1994   | Nepostoupili z kvalifikace                      |          |
| 1998   | Vyřazeni v osmifinále Francií                   | Soupiska |
| 2002   | Vyřazeni v osmifinále Německem                  | Soupiska |
| 2006   | Základní skupina                                | Soupiska |
| 2010   | Vyřazeni ve čtvrtfinále Španělskem              | Soupiska |
| 2014   | Nepostoupili z kvalifikace                      |          |
| 2018   | Nepostoupili z kvalifikace                      |          |
| 2022   | Nepostoupili z kvalifikace                      |          |
| Celkem | Účast – 8× Zlato – 0×, Stříbro – 0×, Bronz – 0× |          |

## Získané Trofeje
- Copa América (2×)

 1953, 1979
  1922, 1929, 1947, 1949, 1963, 2011
  1923, 1924, 1925, 1939, 1946, 1959, 1983